# Международный аэропорт Питтсбурга
Международный аэропорт Питтсбурга (англ. Pittsburgh International Airport) (ИАТА: PIT, ИКАО: KPIT, FAA LID: PIT) первоначально аэропорт Большого Питтсбурга, а затем международный аэропорт Большого Питтсбурга — военно-гражданский международный аэропорт в штате Пенсильвания, США. Расположен примерно в 15 км к западу от центра Питтсбурга и является основным международным аэропортом, обслуживающий регион Большого Питтсбурга, а также прилегающие районы Западной Вирджинии и Огайо. Аэропорт принадлежит и управляется Управлением аэропортов округа Аллегейни (англ. Allegheny County Airport Authority) и предлагает пассажирские рейсы по направлениям по всей Северной Америке и Европе. PIT имеет четыре взлетно-посадочные полосы и занимает площадь 40 км2.
Впервые открытый в 1952 году, аэропорт первоначально обслуживался пятью авиакомпаниями и стал небольшим хабом для Trans World Airlines в течение двух десятилетей. Аэропорт подвергся масштабной реконструкции и расширению стоимостью в миллиард долларов. Реконструкция была в значительной степени спроектирована в соответствии со спецификациями US Airways, чтобы аэропорт мог стать одним из их основных узловых аэропортов. Новый аэропорт, построенный в 1992 году, стал на то время одним из самых инновационных в мире.